# Benelli 650 Tornado
La 650 Tornado è una motocicletta costruita dalla Benelli (ma venduta anche come MotoBi) dal 1971 al 1975.

## Il contesto
Le origini della Tornado sono da ricercarsi nel "boom" del mercato motociclistico statunitense degli anni sessanta. La prima idea è di una 350 cm³ bicilindrica, il cui progetto viene affidato a Piero Prampolini, già noto per i motori monocilindrici MotoBi "a uovo". L'idea viene però tralasciata per passare a una cilindrata più sostanziosa: una 650, sull'esempio delle moto inglesi, ma anche di Laverda, Moto Guzzi e Gilera, che a metà anni '60 stanno sviluppando progetti di moto da 500 a 700 cm³.

## Descrizione
Prampolini progetta un motore leggero e compatto, un bicilindrico con manovellismo a 360°; il cambio è un 5 marce. Il telaio (un doppia culla chiusa) è invece opera di Luigi Benelli.
I primi prototipi sono pronti nel 1967: a collaudarli, tra gli altri, Eugenio Lazzarini e Renzo Pasolini, viene chiesto anche il parere del noto attore Steve McQueen, uomo-immagine dell'importatore americano Benelli, il quale richiederà alcune modifiche al telaio (simile agli inglesi Rickman-Metisse) e alle sovrastrutture.
La nuova Benelli ha però alcuni difetti. Oltre alla mancanza dell'avviamento elettrico, il motore vibra moltissimo, soprattutto dai 4000 giri/min in avanti. A tal fine Piero Prampolini impostò la Tornado 650 S, con avviamento elettrico Bosch, albero motore riequilibrato, rapporto di compressione aumentato, rapporti del cambio e impianto di scarico rivisti.
Con la cessione dell'azienda pesarese a Alejandro De Tomaso, sotto la cui gestione la 650 S debuttò nel 1972, con nuove grafiche, nuova strumentazione e un generale ammodernamento del design.
Nel 1973 si presentò la versione S2, dotata di una veste più sportiva, con cupolino in plexiglas, sella con codino e manubrio ribassato.

## Storia
La moto viene ultimata nel 1968; a causa di alcuni ritardi nella consegna dei macchinari per la costruzione, però, i primi esemplari per gli USA escono dalla catena di montaggio di Pesaro solo nel 1970, mentre quelli per i mercati europei nel 1971, quando sono già arrivate sul mercato la Honda CB750 Four e la Kawasaki H1 500, mezzi decisamente più sofisticati e dalle prestazioni più elevate rispetto alla Tornado.
In compenso, la 650 pesarese (venduta anche sotto il marchio MotoBi) uscì vincente dal confronto con le bicilindriche britanniche cui si ispirava, vendendo sul mercato italiano più delle Triumph e BSA sue dirette concorrenti.
La difficile situazione finanziaria della Benelli portò alla cessione dell'azienda pesarese a Alejandro De Tomaso, che segnò però anche il canto del cigno per la Tornado: il vulcanico imprenditore argentino aveva ambiziosi progetti per la Benelli, concretizzatisi nelle 4 e 6 cilindri monoalbero e nelle "2C" bicilindriche due tempi. A ciò si aggiunse un calo nelle vendite, che si cercò di tamponare con la versione S2, presentata nel 1973. Le ultime versioni della Tornado rimasero in catalogo fino al 1975, anno in cui la Tornado uscì di produzione dopo circa 2000 esemplari costruiti.

## Fonti
- Alberto Pasi, Scusate il ritardo - Motociclismo d'Epoca - 12/2002-1/2003, Edisport, Milano